# Струто (Кјети)
Струто (итал. Strutto) је насеље у Италији у округу Кјети, региону Абруцо.
Према процени из 2011. у насељу је живело 62 становника. Насеље се налази на надморској висини од 62 м.